# Долина Логар (Словенія)

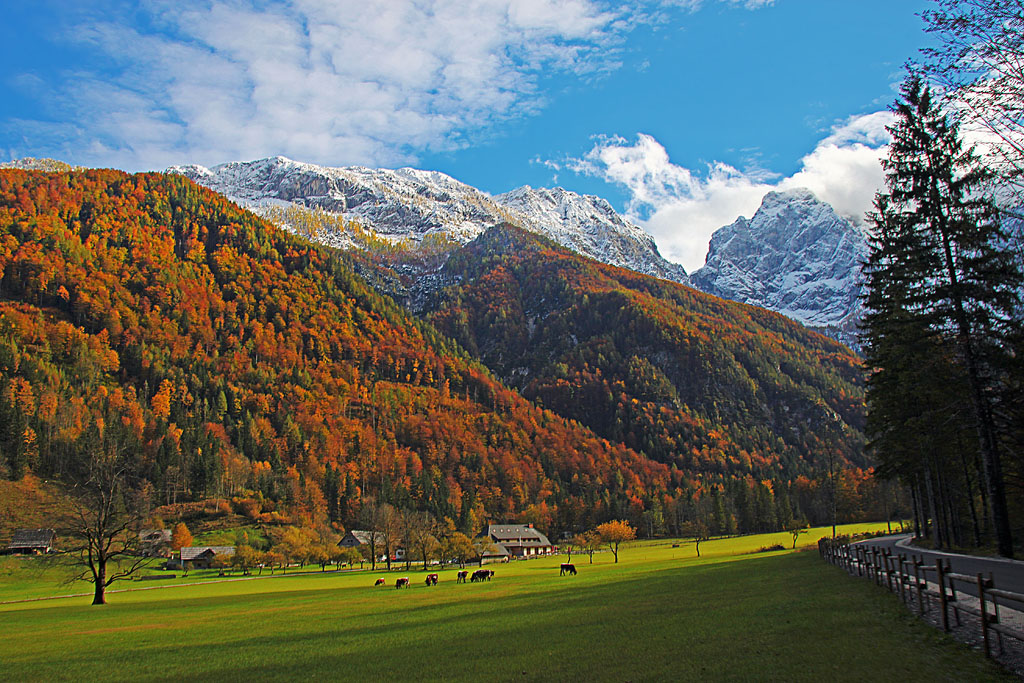
Логарська долина восени

Долина Логар (словен. Logarska dolina, Logarjeva dolina ) — долина в Камницьких Альпах, в муніципалітеті Солчава, Словенія. Словенська назва долини  походить від ферми Логар, яка, у свою чергу, походить від колоди (буквально, «болотиста галявина»). У 1987 році долина отримала статус захищеного як ландшафтний парк, що охоплює 24,75 км2. 

## Географія
Долина Логар - типова льодовикова долина у формі U. Вона розділена на три частини. Нижня частина називається Log, середня частина Plest або Plestje  (це в основному лісиста місцевість), а також верхня частина Kot (буквально «Кар») або Ogradec  (це лісиста місцевість з осипом схилами). Загалом на ізольованих садибах в долині мешкає 35 людей.

### Піки

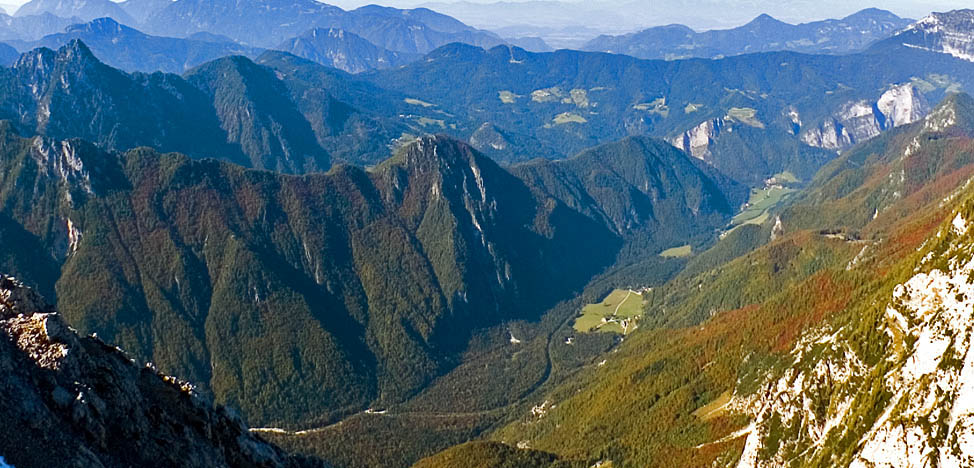
Вид зверху

Долина Логар оточена такими вершинами: Стреловець (1 763 м), Крофічка (2 083 м), Ойстріца (2 350 м), Лучка Баба (2 244 м), Планява (2 394 м ), Брана (2 252 м), Турецька гора (2 251 м) і Mrzla Гура (2 203 м). Вона закінчується під «Кар» Okrešelj, де річка Савиня починається на крижану весну на висоту 1,280 м і впадає в водоспад Rinka.

### Клімат
Хоча Логарська долина не особливо вузька (найвужча - близько 500 м), інверсії дуже поширені через вплив північного антициклону. На розподіл температури на схилах значний вплив мають відмінності між сонячними та тінистими районами, що спостерігається в різних снігових та крижаних умовах взимку.
Пішохідна доріжка (2–3 години) через долину веде повз ряд цікавих місць: джерело Чорного струмка (Črna), дерев'яні жолоби лісозаготівельних, кап ясен, а також інші визначні пам'ятки.